# Aprilie 1999
Acest articol este generat integral pe baza informațiilor din articolul 1999 și este actualizat periodic de un robot.
 Editările făcute în articol vor fi șterse la următoarea actualizare! Dacă doriți să faceți modificări, editați articolul-sursă.

ianuarie -
februarie -
martie -
aprilie -
mai -
iunie -
iulie -
august -
septembrie -
octombrie -
noiembrie -
decembrie
Aprilie 1999 a fost a patra lună a anului și a început într-o zi de joi.

## Evenimente

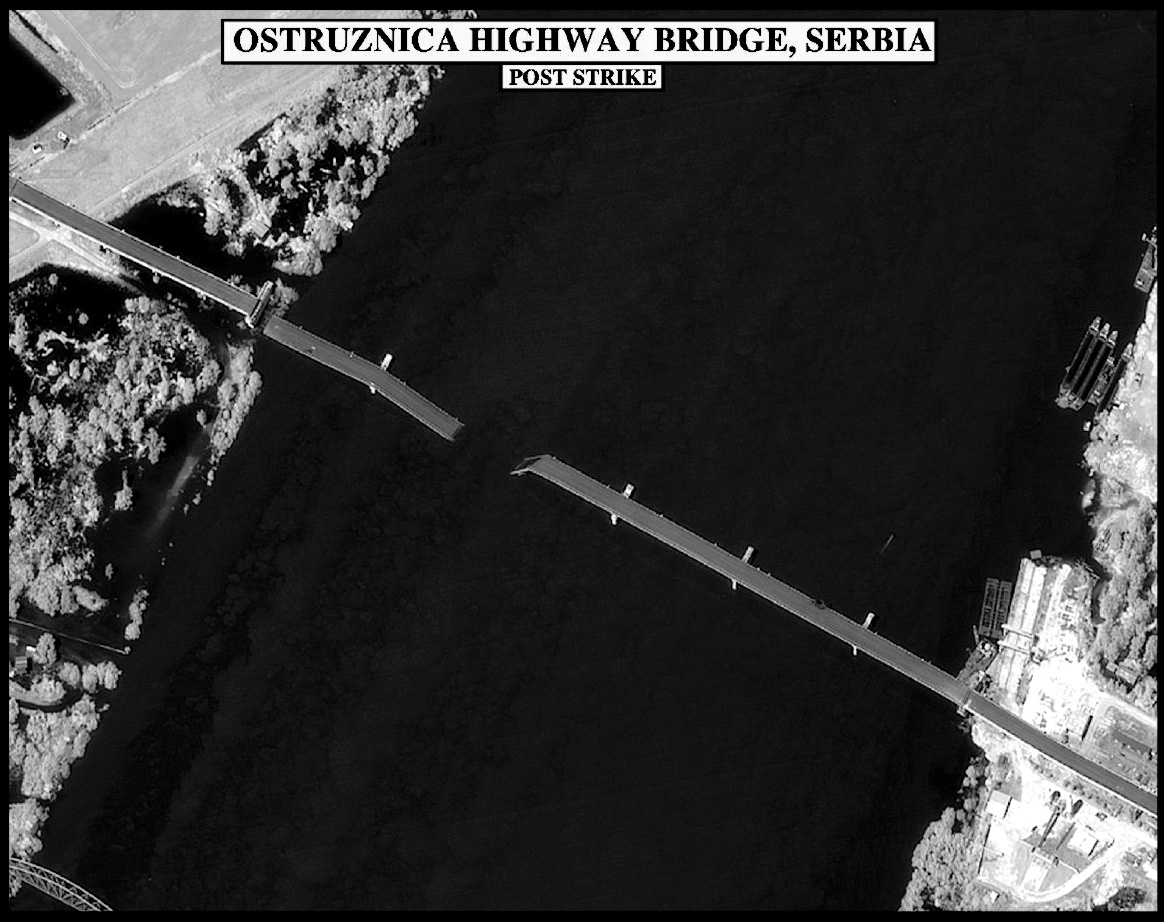
Podul Ostružnica lovit în timpul Operațiunii Forțelor Aliate

- 5 aprilie: În urma unui raid al NATO, vizând cazarmele din localitatea minieră Aleksinac (200 km sud de Belgrad), 17 civili au fost uciși din cauza unei bombe de 250 kg, ghidată prin laser, dirijată asupra unei zone rezidențiale. La 6 aprilie, Pentagonul admite că bomba lansată de un avion american și-a ratat ținta.
- 7 aprilie: Fundația Națională pentru Știință și Artă, împreună cu Academia Română, a acordat regizorului Andrei Șerban, Premiul de Excelență în Cultura Românească.
- 8 aprilie: Mii de persoane formează scuturi umane pe trei poduri din Belgrad și Novi Sad pentru a le proteja împotriva raidurilor NATO.
- 9 aprilie: Președintele rus, Boris Elțîn, cere Occidentului să nu împingă Rusia spre o implicare în conflictul iugoslav, pentru că acest lucru ar însemna declanșarea unui război european sau chiar mondial.
- 11 aprilie: India testează o nouă variantă a rachetei balistice cu rază medie de acțiune de tip AGNHI.
- 15 aprilie: Abdelaziz Bouteflika a câștigat alegerile prezidențiale din Algeria.
- 20 aprilie: Are loc cel mai grav atac armat într-un ținut de învățământ din istoria Statelor Unite ale Americii. Au decedat 15 persoane (inclusiv cei doi atacatori), iar încă 24 au fost rănite. Evenimentul tragic este cunoscut sub numele de: masacrul de la liceul Columbine.[1]
- 23 aprilie: Regele Spaniei înmânează Premiul Cervantes pe 1998 – considerat drept Premiul Nobel al Literaturii de limba spaniolă – poetului Jose Hierro, pentru poezia sa universală. Premiul este înmânat în ziua morții lui Cervantes, în aula Universității din Alcala de Henares (localitatea în care s-a născut creatorul lui "Don Quijote").

## Nașteri

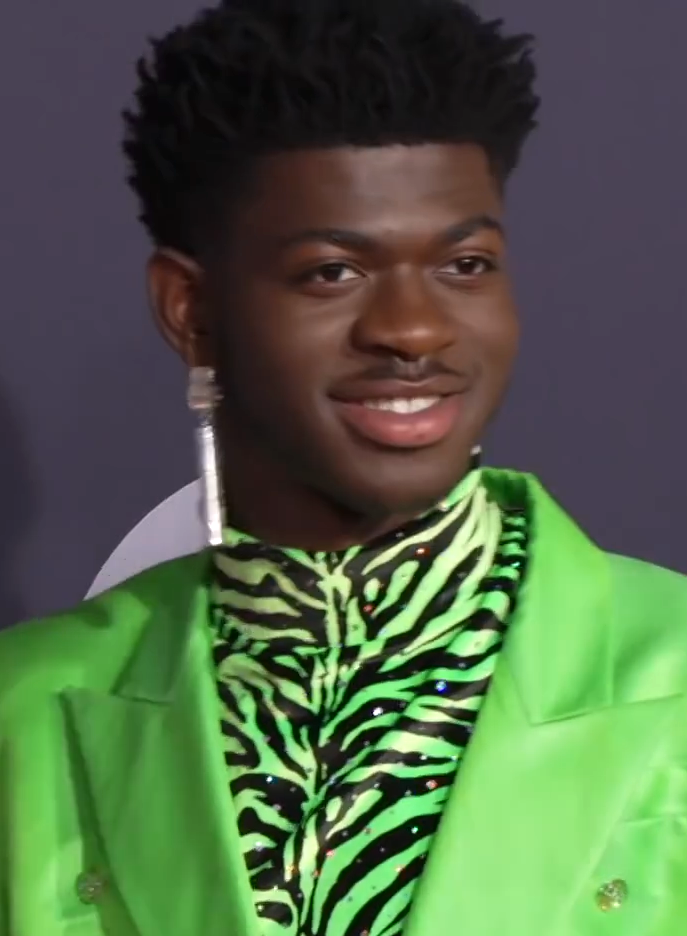
Lil Nas X

- 2 aprilie: Emil Ruusuvuori, jucător de tenis finlandez
- 5 aprilie: Simona Radiș (Simona Geanina Radiș), canotoare română
- 5 aprilie: Simona Geanina Radiș, canotoare română
- 7 aprilie: Ricardo Grigore, fotbalist român
- 9 aprilie: Lil Nas X (n. Montero Lamar Hill), rapper, cântăreț și compozitor american
- 15 aprilie: Denis Șapovalov, jucător canadian de tenis
- 15 aprilie: Andrei Vlad, fotbalist român (portar)
- 17 aprilie: Andrea Miklos, atletă română
- 20 aprilie: Fabio Quartararo, motociclist francez
- 24 aprilie: Radu Boboc, fotbalist român
- 24 aprilie: Vlad Dragomir (Vlad Mihai Dragomir), fotbalist român
- 25 aprilie: Olimpiu Moruțan (Olimpiu Vasile Moruțan), fotbalist român

## Decese
- 1 aprilie: Stipe Delić, regizor de film croat (n. 1925)
- 3 aprilie: Traian Iordache, 87 ani, fotbalist român (atacant), (n. 1911)
- 6 aprilie: Ion Grecea, prozator român (n. 1924)
- 15 aprilie: Artiom Lazarev, 84 ani, politician din R. Moldova (n. 1914)
- 15 aprilie: Harvey Postlethwaite, inginer britanic (n. 1944)
- 15 aprilie: Dr Harvey Postlethwaite, inginer britanic (n. 1944)
- 28 aprilie: Arthur Leonard Schawlow, 77 ani, fizician, profesor universitar și inventator american de etnie evreiască, laureat al Premiului Nobel (1981), (n. 1921)